# Triphassa
Triphassa is een geslacht van vlinders van de familie snuitmotten (Pyralidae), uit de onderfamilie Pyralinae.

## Soorten
- T. anaemialis Hampson, 1906
- T. argentea Mey, 2011
- T. bilineata Moore, 1887
- T. confusa Ghesquière, 1942
- T. costipuncta Joannis, 1930
- T. exustalis (Guenée, 1854)
- T. flammealis Hampson, 1906
- T. flavifrons (Warren, 1892)
- T. imbutalis Walker, 1866
- T. luteicilialis Hampson, 1896
- T. marcrarthralis Hampson, 1908
- T. marshalli (Hampson, 1906)
- T. maynei Ghesquière, 1942
- T. metaxantha Hampson, 1896
- T. ochrealis Hampson, 1893
- T. philerastis Meyrick, 1934
- T. rufinalis (Felder & Rogenhofer, 1875)
- T. senior Meyrick, 1936
- T. smaragdina Ghesquière, 1942
- T. stalachtis Hübner, 1818
- T. unilinealis (Warren, 1896)
- T. victorialis Karsch, 1900
- T. vulsalis Walker, 1859
- T. xylinalis Swinhoe, 1886
- T. zeuxoalis Walker, 1863
- T. zonalis Hampson, 1899